# Mermaid Saga
Mermaid Saga, o La saga de la sirena en español, es un manga creado por Rumiko Takahashi, de la cual fue uno de sus primeros trabajos; la serie se divide en tres partes: Mermaid Forest (El bosque de la sirena), Mermaid's Scar (La cicatriz de la sirena) y Mermaid's Gaze (La mirada de la sirena). Se han realizado dos adaptaciones animadas de la serie: una en formato de 2 OVAs y otra en formato de serie TV que consta de 13 episodios.

## Historia
Hay una leyenda que dice que quien consuma carne de sirena conseguirá inmortalidad pero esto es solo la mitad de la verdad, la otra mitad de la verdad es que no todos son aptos para consumir esa carne y de esta forma el que no es apto para consumirla y la come se convierte en un monstruo sin conciencia.

## Publicación
Mermaid Saga apareció en Japón en agosto de 1991 y enseguida llegó a EE. UU., distribuida por Central Park Media y Viz Comics en "Rumik World" . Dentro del cómic "Rumik World" llegó a Europa con Diana Risueña y Trampa de fuego.

## Partes

### Mermaid's Forest (El bosque de la sirena)
Mana es arrollada por un camión y muere, pero el doctor Shiina recupera lo que cree su cadáver antes de que Yuta la rescate. Quiere usar a Mana para operar a Towa, una extraña chica con una mano deforme que permanece joven mientras que su hermana gemela, Sowa, ya es una mujer anciana.

### Mermaid's Scar (La cicatriz de la sirena)
Yuta y Mana, de paso en un pueblo costero, conocen a la joven Yukei, que les explica que en una mansión cercana pasan cosas extrañas: se rumorea que su dueña volvió de la muerte, y un extraño cuerpo deforme apareció flotando en la bahía. Yuta se interesa por el caso y va en busca del hijo de la viuda.

## Personajes principales
- Yuta - Seiyū: Kōichi Yamadera

Yuta es el protagonista de la serie manga y anime Mermaid Saga. Tiene apariencia de un chico de 17-18 años, aunque en realidad podría tener más de 500 años. Su historia es sencilla, proveniente de una familia pesquera, comió una vez junto a sus compañeros, la mítica carne de sirena, que se dice lleva a la inmortalidad. Pero mientras que a él sí se le concedió la inmortalidad, sus compañeros murieron rápidamente o se convirtieron en "almas perdidas" (monstruos deformes e irracionales). Yuta siguió con su vida hasta descubrir la segunda parte de la maldición: la inmortalidad y la juventud eterna. Después de varios siglos de vida errante, lo que más desea es encontrar algún método para volverse mortal de nuevo, sin embargo él se rehúsa a morir cortándose la cabeza (única forma de perecer). Entonces, viaja en busca de las sirenas, pues cree que son las únicas que podrán quitarle la inmortalidad.
- Mana - Seiyū: Minami Takayama

Ella es un ser inmortal y la compañera de Yuta, la cual tiene quince años cuando gana la inmortalidad al comienzo de la serie. Fue criada por un grupo de ancianas que la mantuvieron cautiva e incapacitada en una choza. Una vez que llega a la adolescencia, las ancianas se disponen a consumir la carne humana de Mana a fin de recuperar su juventud. Pero Mana viaja con Yuta después de que él la rescata. La misma, desarrolla un gran sentido de la lealtad y sentimientos hacia él, pero debido a su naturaleza un tanto ingenua y en mal estado, ella no parece darse cuenta de la verdad de sus emociones hacia él, pues pueden ser amor o solo simple afecto.